# Stile Italia
Stile Italia war ein kurzlebiger italienischer Hersteller von Automobilkarosserien, der sich in erster Linie mit der Gestaltung und dem Aufbau von Prototypen beschäftigte.

## Unternehmensgeschichte
Stile Italia wurde 1966 von Domenico Iseglio gegründet, einem ehemaligen Mitarbeiter des Turiner Designstudios und Karosseriebauunternehmens Bertone. Stile Italia hatte seinen Sitz in Turin. Das Unternehmen bot verschiedene Leistungen im Automobilsektor an. Sein Tätigkeitsfeld reichte von bloßen Entwürfen für Karosserien und Interieurs bis hin zur Konstruktion fahrbereiter Prototypen. In diesem Bereich kam es auch zu einer Zusammenarbeit mit Sibona-Basano. 1970 führten wirtschaftliche Schwierigkeiten und „die allgemeine Krise des Automobilsektors“ zur Betriebseinstellung. 
Seit dem Jahr 2000 wird der Name Stile Italia wieder von einem Tuningbetrieb aus Salzano genutzt. Eine Verbindung zu dem Karosseriebauunternehmen Domenico Iseglios besteht nicht.

## Arbeiten Stile Italias

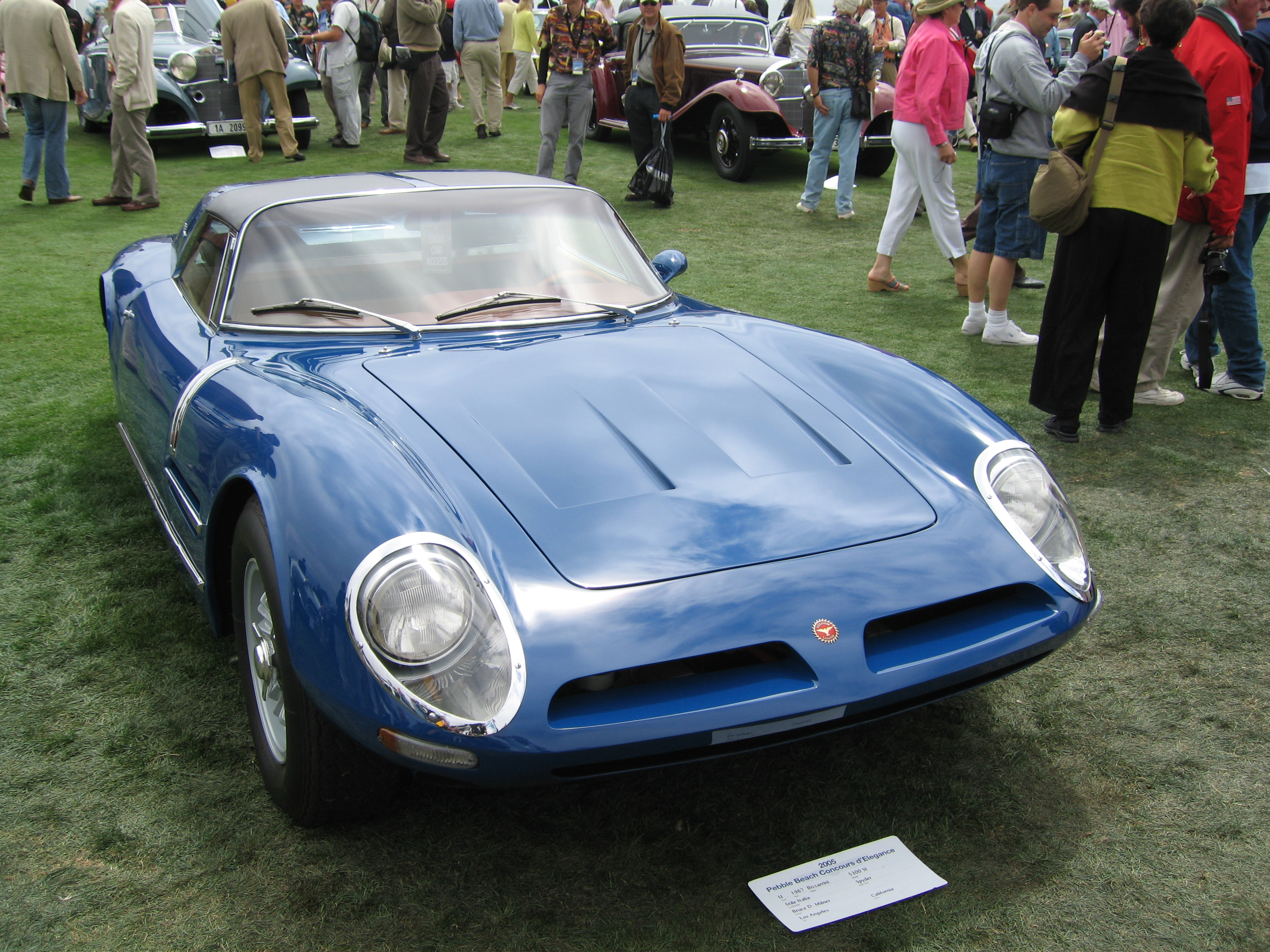
Bizzarrini 5300 Spyder S.I.

Zu den bekanntesten Arbeiten Stile Italias gehören
- der Entwurf für einen modernisierten Tatra 603, der nicht für die Serienfertigung übernommen wurde (1966).
- der Sportwagen Sirio von Siva Automobili (1966): Stile Italia überarbeitete Giovanni Michelottis Entwurf des Sirio und ersetzte dabei einige ungewöhnliche Ansätze durch alltagstaugliche Lösungen.[2] Stile Italia baute auch drei Prototypen des Sirio auf, die 1967 auf dem Turiner Autosalon vorgestellt wurden.
- die zweite Version des Bizzarrini GT 5300 Spyder, die als Referenz an Stile Italia den Namenszusatz S.I. trägt. Nachdem Giotto Bizzarrini eine frühe, von ihm  selbst konstruierte Spyder-Version seines Sportwagens GT 5300 wegen starker Verwindungsneigung der Karosserie aufgegeben hatte, konstruierte Stile Italia eine erheblich versteifte zweite Version, von der 1967 und 1968 je ein Exemplar aufgebaut wurde. Wesentliche Teile der Konstruktionsarbeit lagerte Stile Italia an Sibona-Basano aus. Das erste Fahrzeug entstand auf ausdrücklichen Wunsch eines Bizzarrini-Kunden, das zweite verblieb beim Inhaber von Stile Italia, möglicherweise als Ersatz für ausgebliebene Werklohnzahlungen.[3]